# Cal Rellotger
Cal Rellotger es un edificio en el municipio de Anglés (provincia de Gerona, Cataluña, España) incluido en el Inventario del Patrimonio Arquitectónico de Cataluña.
Las primeras noticias que se tienen de este casal son del 1362. Según el archivero municipal, Emili Rams, en origen este gran edificio fue la sede de la antigua notaría del castillo de Anglés.  La parte más nueva es el resultado de una serie de intervenciones que se llevaron a cabo en el centro primigenio en torno al siglo XIX. Actualmente es una vivienda dividida en dos viviendas unifamiliares.

## Arquitectura
Se trata de un gran inmueble que consta de planta baja y dos pisos, entre medianeras. Está cubierto con un tejado a dos aguas de vertientes a fachada y cornisa de dientes de sierra. En cuanto a su emplazamiento, este es el lado derecho de la calle mayor. Responde a la tipología de casa gótica transformada.
Aunque en origen constituía un solo inmueble, ha sido dividido o fragmentado en dos partes originando y confeccionando dos casas independientes y separadas. Esta disgregación queda perfectamente demostrada con la resolución del cromatismo de las respectivas fachadas, con dos colores completamente chocantes y contrarios.
En el sector primigenio, la planta baja destaca por el gran portal adovelado de arco de medio punto con unas dovelas de gran tamaño muy bien escuadradas. El primer piso o planta noble consta de dos aberturas como son: la primera rectangular y proyectada como balcón con una barandilla de hierro forjado con un antepecho moldurado sustentado por dos ménsulas. La segunda, que es la más importante de todo el conjunto, consiste en una ventana de arco conopial con decoración lobulada. Esta está dotada de una línea de imposta muy bien lograda plásticamente con unos pequeños relieves en formato de flores, de la que arranca el guardapolvo con montantes de piedra y antepecho trabajado. 
El segundo piso es proyectado como desván y está resuelto en fachada con una pequeña galería con tres arcos de medio punto, sustentadas por unas columnas muy bien resueltas desde el punto de vista plástico, ya que tanto el basamento, como el fuste y el capitel estando muy bien perfilados y definidos. Esta galería con arcadas es fruto de una intervención muy reciente teniendo en cuenta que al lado todavía no se han terminado las obras sino que aún continúan activas, las cuales deben contextualizarse en el marco general de las obras que están afectando a todo el edificio, tanto a nivel interior como exterior.
La parte más nueva también consta de tres plantas. En la planta baja destaca en especial el portal de acceso rectangular con dintel monolítico conformando un arco plano, montantes de piedra y coronado por un escudo. El portal se encuentra acompañado por una ventana que reúne las mismas características formales. En cuanto a la planta noble y el segundo piso se ha reproducido la misma solución pero a escala diferente, es decir: dos ventanas por piso que recogen las mismas características: rectangulares, con dintel monolítico y montantes de piedra. Sobresale el balcón de la planta noble, tanto por la barandilla de hierro forjado como los pequeños mascarones en las impostas.